# Roxane Griff
Roxane Griff, född 27 februari 2005, är en fransk varmblodig travhäst. Hon tränades under sin tävlingskarriär av Sébastien Guarato och kördes och reds av Éric Raffin.

## Karriär

### Tävlingskarriär
Roxane Griff tävlade mellan åren 2008–2015 och sprang in 3,1 miljoner euro på 123 starter, varav 21 vinster, siffror som gör henne till Frankrikes mest vinstrika sto någonsin. Hon tog karriärens största segrar i världens största montélopp Prix de Cornulier (2014, 2015) på Vincennesbanan i Paris. Bland andra stora segrar räknas Prix de Paris (2012), Prix de Bretagne (2012), Prix Jean-Luc Lagardère (2011, 2012), Prix de l'Île-de-France (2014), Prix Reynolds (2013), samt en andraplats i UET Trotting Masters (2012) och Prix d'Amérique (2012).

### Som avelssto
Efter sin avslutade tävlingskarriär meddelades det att Roxane Griff skulle bli verksam som avelssto. Hon födde sitt första föl den 16 februari 2017, Hermes Griff, en avkomma efter Ready Cash. Hennes andra föl föddes den 11 februari 2018, Ixana Griff, en avkomma efter Love You, hennes tredje föl föddes 19 augusti 2019, Jaguar Griff, även denna efter Love You. 

## Större segrar i urval
| År   | Lopp                        | Kusk / Ryttare | Tränare           | Grupp   |
| ---- | --------------------------- | -------------- | ----------------- | ------- |
| 2011 | Prix Jean-Luc Lagardère     | Éric Raffin    | Sébastien Guarato | Grupp 2 |
| 2011 | Prix de La Haye             | Éric Raffin    | Sébastien Guarato | Grupp 2 |
| 2012 | Prix de Paris               | Éric Raffin    | Sébastien Guarato | Grupp 1 |
| 2012 | Prix de Bretagne            | Éric Raffin    | Sébastien Guarato | Grupp 2 |
| 2012 | Prix Jean-Luc Lagardère     | Éric Raffin    | Sébastien Guarato | Grupp 1 |
| 2013 | Prix Reynolds               | Éric Raffin    | Sébastien Guarato | Grupp 2 |
| 2014 | Prix de Cornulier           | Éric Raffin    | Sébastien Guarato | Grupp 1 |
| 2014 | Prix de l'Île-de-France     | Éric Raffin    | Sébastien Guarato | Grupp 1 |
| 2014 | Prix Guillaume de Bellaigue | Éric Raffin    | Sébastien Guarato | Grupp 2 |
| 2014 | Prix Théophile Lallouet     | Éric Raffin    | Sébastien Guarato | Grupp 2 |
| 2015 | Prix de Cornulier           | Éric Raffin    | Sébastien Guarato | Grupp 1 |

## Stamtavla[9]
| Efter Ténor de Baune 1985 | Le Loir 1977      | Chambon P        | Kerjacques             |
| Efter Ténor de Baune 1985 | Le Loir 1977      | Chambon P        | Plombière P            |
| Efter Ténor de Baune 1985 | Le Loir 1977      | Chérie du Loir   | Oraki                  |
| Efter Ténor de Baune 1985 | Le Loir 1977      | Chérie du Loir   | O Ma Fleur             |
| Efter Ténor de Baune 1985 | Colivette 1968    | Pacha Grandchamp | Fandango               |
| Efter Ténor de Baune 1985 | Colivette 1968    | Pacha Grandchamp | Atalante de Grandchamp |
| Efter Ténor de Baune 1985 | Colivette 1968    | Olivette J       | Chardonneret           |
| Efter Ténor de Baune 1985 | Colivette 1968    | Olivette J       | Bizut                  |
| Undan Julia Mesloise 1997 | Sancho Pança 1984 | Chambon P        | Kerjacques             |
| Undan Julia Mesloise 1997 | Sancho Pança 1984 | Chambon P        | Plombière P            |
| Undan Julia Mesloise 1997 | Sancho Pança 1984 | Dulcinée         | Kalmia II              |
| Undan Julia Mesloise 1997 | Sancho Pança 1984 | Dulcinée         | Roche                  |
| Undan Julia Mesloise 1997 | Éva Mesloise 1992 | Noble Atout      | Ura                    |
| Undan Julia Mesloise 1997 | Éva Mesloise 1992 | Noble Atout      | Tierce d'Atout         |
| Undan Julia Mesloise 1997 | Éva Mesloise 1992 | Tobole du Vivier | Buffet II              |
| Undan Julia Mesloise 1997 | Éva Mesloise 1992 | Tobole du Vivier | Obole du Vivier        |